# Touchdown

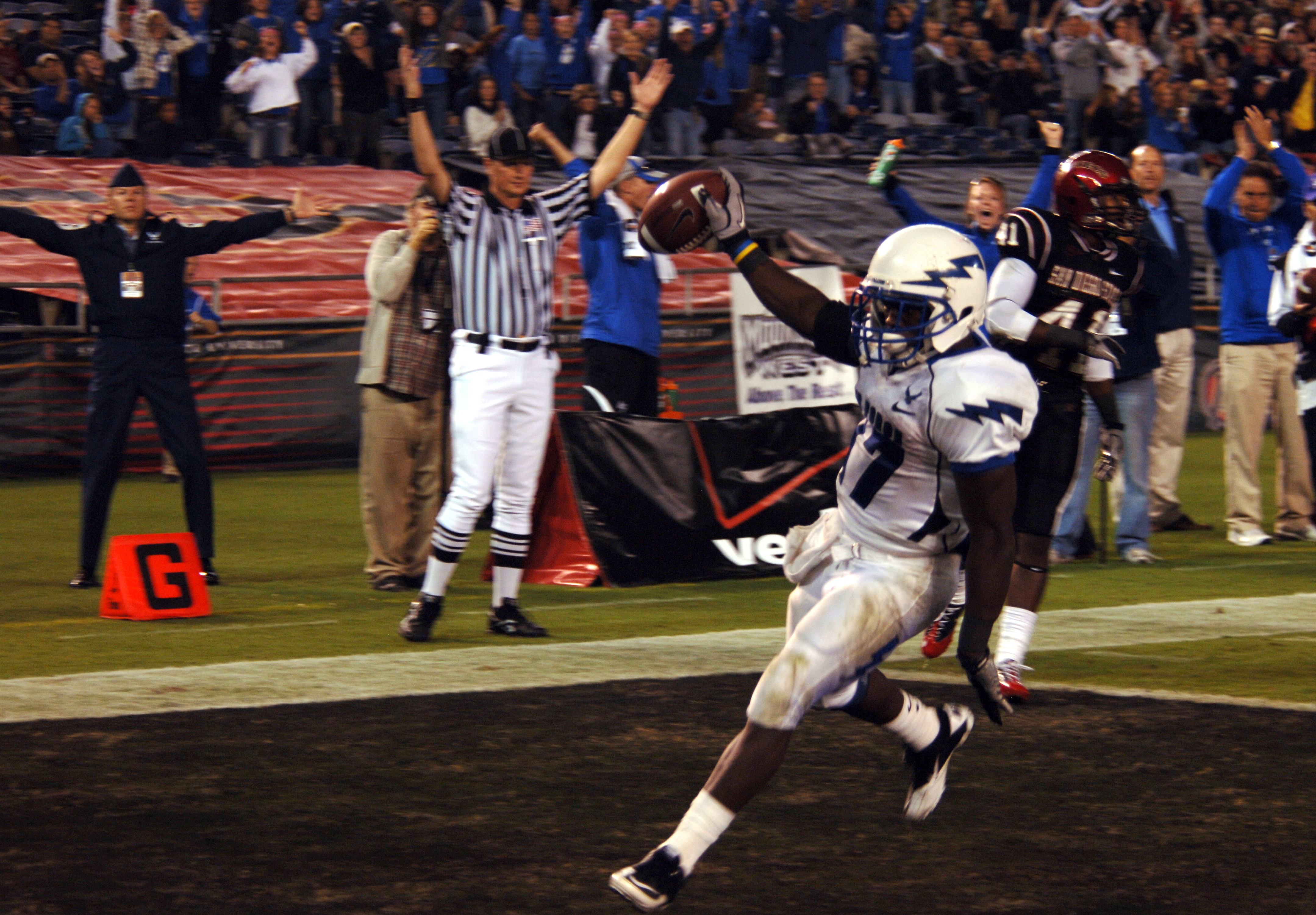
Um jogador (com a bola nas mãos) entra na endzone marcando um touchdown. Nota-se, ao fundo, que o árbitro levanta ambas as mãos para cima, confirmando a marcação do TD.

Touchdown (TD) é uma pontuação do futebol americano e do futebol canadense. Ela vale 6 pontos e é conseguido com a bola cruzando a linha de gol (entrando na end zone) estando em posse de um jogador do time do ataque. Logo depois de marcá-lo, o time ganha a oportunidade de converter um chute de ponto extra, valendo mais um ponto, ou então tenta uma conversão de dois pontos cruzando a linha de gol novamente, com um passe ou uma corrida.